# Lateinisch-deutsches und deutsch-lateinisches Handlexicon
Das Lateinisch-deutsche und deutsch-lateinische Handlexicon wurde von 1792 bis 1822 zunächst von Immanuel Johann Gerhard Scheller und dann von Georg Heinrich Lünemann bearbeitet. Nach Einschätzung des Altphilologen Dietfried Krömer gehen – wenn man das Oxford Latin Dictionary und den Thesaurus linguae Latinae (der ohnehin nicht zweisprachig ist) ausnimmt – praktisch alle lateinischen zweisprachigen Lexika „(ob lateinisch-deutsch, lateinisch-englisch, lateinisch-französisch oder lateinisch-italienisch) auf Immanuel Johann Gerhard Scheller (1735–1803) und seine Tätigkeit als Lexikograph zurück“. Speziell das Lateinisch-Deutsche Handlexicon war „lange Zeit [für] die deutschen Gymnasien beherrschend“.

## Die Ära Scheller

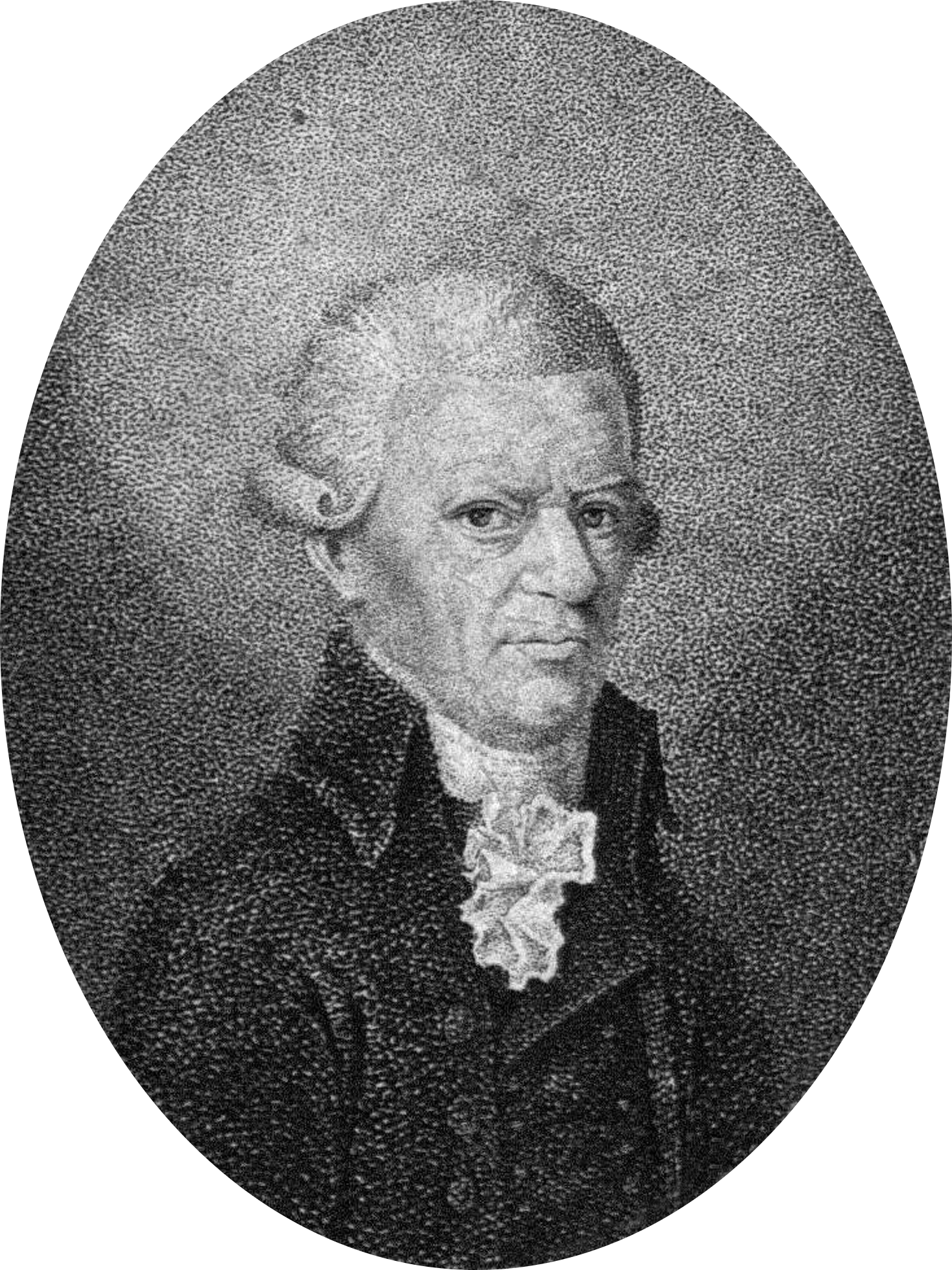
Immanuel Johann Gerhard Scheller. Kupferstich nach einem Gemälde um 1800

### Die erste Auflage desHandlexicons
Das Handlexicon erschien in erster Auflage 1792 bei Caspar Fritsch in Leipzig unter dem vollständigen Titel, der – mittels Genitiv-Konstruktion – den Verfassernamen zum Bestandteil des Buchtitels machte: Imm. Joh. Gerh. Schellers Lateinisch-deutsches und deutsch-lateinisches Handlexicon vornehmlich für Schulen. Zuvor hatte Scheller schon andere Latein-Wörterbücher verfasst und veröffentlicht.

### Die Material-Grundlage: SchellersAusführliches Lexicon
Von diesen letzteren sind insbesondere zu nennen:
| Imman. Joh. Gerhard Schellers ausführliches und möglichst vollständiges lateinisch-deutsches Lexicon oder Wörterbuch zum Behufe der Erklärung der Alten und Übung in der lateinischen Sprache |
| --- |

Dessen erste – noch einbändige – Auflage war 1783 erschienen.
Hier seien die Digitalisate der „Dritte[n], von neuem verbesserte[n] und sehr vermehrte[n] Auflage“ (Fritsch: Leipzig, 1804) verzeichnet und verlinkt. Die Digitalisate können sowohl online betrachtet als auch als PDF-Dateien – wahlweise komplett oder auszugsweise – heruntergeladen werden:
| Erste Abtheilung A–C (XXXX Seiten [Vorreden zu allen drei Auflagen und „Verzeichnis der lateinischen Schriftsteller“] + 2618 Spalten = 1349 Seiten; 584 MB): http://www.mdz-nbn-resolving.de/urn/resolver.pl?urn=urn:nbn:de:bvb:12-bsb10625204-4 (Münchener DigitalisierungsZentrum [MDZ] der Bayerischen Staatsbibliothek [BSB]) |
| Zweyte Abtheilung D–K (Spalte 2619 – 5454 = 1418 Seiten; 578 MB): MDZ der BSB |
| Dritte Abtheilung L–O (Spalte 5455 – 7314 = 930 Seiten; 503 MB): MDZ der BSB |
| Vierte Abtheilung P–R (Spalte 7315 – 9604 = 1145 Seiten; 491 MB): MDZ der BSB |
| Fünfte Abtheilung S–Z (Spalte 9605 – 12.562 = 1479 Seiten; 540 MB):MDZ der BSB |

Hinzu kam noch – als deutsch-lateinisches Gegenstück:
| Imman. Joh. Gerhard Schellers ausführliches und möglichst vollständiges deutsch-lateinisches Lexicon oder Wörterbuch zur Übung in der lateinischen Sprache in zwey Bänden Dritte von neuem verbesserte und sehr vermehrte Auflage, Fritsch: Leipzig, 1805 |
| --- |
| Erste Abtheilung A–L (XXXIV Seiten + 1888 Spalten = 978 Seiten; 392 MB): MDZ der BSB |
| Zweyte Abtheilung M–Z (Spalte 1889–3744 [davon die ersten drei Seiten ohne gedruckter Spaltenzählung] = 928 Seiten; 497 MB) MDZ der BSB |

### Zurück zumHandlexicon: Konzept und weitere Auflagen
Für sein Handlexikon beanspruchte Scheller 1792 – bei Erscheinen der ersten Auflage – im Vergleich mit den beiden bis dahin erschienenen ersten Auflagen seines Ausführlichen Lexicons zweierlei:
- die „Beweisstellen“ um die genauen Quellenangaben zu kürzen (da diese für den Schulbetrieb nicht benötigt würden); genannt werden sollten in der Regel nur noch Autornamen, aber nicht Buchtitel und Kapitelangaben. Außerdem sollten Wörter weggelassen werden, die nur bei spätlateinischen Autoren vorkommen und daher ebenfalls für den Schulbetrieb nicht benötigt würden.
- Andererseits sollten aber „Zusätze und Verbesserung“ zu dem Ausführlichen Lexikon, die seit dessen zweiter Auflage angefallen waren und dort in einer späteren Auflage berücksichtigt werden sollten, schon vorab in das Handlexicon eingearbeitet werden.

1796 erschien eine zweite Auflage des Handlexicons; ob zu Schellers Lebzeiten noch eine dritte Auflage erschien, ist unklar.

## Die Ära Lünemann
Das Handlexicon wurde dann – nach Schellers Tod 1803 (die dritte Auflage der Ausführlichen [!] Lexica erschien 1804/05, noch in Gänze von Scheller selbst bearbeitet, aber erst posthum) – von Georg Heinrich Lünemann fortgeführt. Dies führte zunächst zu einer Leipzig-Wiener Doppelausgabe.
Nach dieser erschienen zu Lebzeiten Lünemanns fünf weitere Auflagen (von diesen die letzte 1826) – und zwar wie folgt:
- Die zweite (nach der in Fußnote[12] genannten) Auflage in der Verantwortung Lünemanns erschien bereits 1812 unverändert gegenüber der ersten Lünemannschen Auflage. (Dies ergibt sich jedenfalls aus dem – in der fünften Auflage von 1822 abgedrucktem – Vorwort [vom November 1816] zur dritten Auflage.)
- Die dritte Auflage erschien dann mit besagtem Vorwort (vom November 1816) im Jahr nach dem Verfassen des fraglichen Vorwortes.
- Die vierte Auflage erschien – laut gleicher Quelle (5. Auflage von 1822) – mit (sehr kurzem) Vorwort vom September 1819.
- Die in Rede stehende fünfte Auflage von 1822 selbst hat ein (ebenfalls sehr kurzes) Vorwort vom Oktober 1821.[14]

Die wiederum darauf folgende – insgesamt also sechste (die Wien/Leipziger Doppelausgabe mit dem Vorwort von 1806 + fünf Folge-Auflagen) – Lünemannsche Ausgabe brachte einen Titelwechsel des Buches mit sich:
- Bis dahin erschien es – wie schon Schellers eigene erste Auflage von 1792 – weiterhin unter dem Titel Imm. Joh. Gerh. Schellers lateinisch-deutsches und deutsch-lateinisches Handlexicon vornehmlich für Schulen (allein die Schreibweise von „Handlexicon“ wurde 1822 geändert) – ergänzt jeweils um einen Hinweis auf die Bearbeitung durch Lünemann.
- Die sechste und siebente Auflage von 1826 und 1831 trugen stattdessen den Titel Georg Heinr. Lünemann’s lateinisch-deutsches und deutsch-lateinisches Handwörterbuch. Imm. Joh. Gerh. Schellers Anlage neu bearbeitet.[15]

Lünemann begründet diesen Titelwechsel im Vorwort zur sechsten Auflage damit, dass das Wörterbuch nach den mehrmaligen Bearbeitungen dem Schellerschen Wörterbuch kaum noch ähnlich sei.
Nicht nur der (Haupt)Verfassername wurde also ausgetauscht; auch fielen die „Schulen“ aus dem Titel weg und wurde aus dem „Handlexicon“ bzw. „Handlexikon“ nunmehr ein „Handwörterbuch“. Da außerdem Lünemann noch vor Erscheinen der 7. Auflage von 1831 verstarb, sei die weitere Werkgeschichte unter einem separaten Lemma zu dem neuen Werktitel dargestellt.

## Statistisches
| Scheller      | Scheller     | Scheller     | Scheller     | Scheller     | Scheller     | Lünemann                            | Lünemann        | Lünemann         | Lünemann          |
| Kleines2 1781 | Ausf.1 1783  | Ausf.2 1788  | HL1 1792     | HL2 1796     | Ausf.3 1804  | HL Wien o. J.                       | HL Leipzig 1807 | HL5 Leipzig 1822 | HWb6 Leipzig 1826 |
| Kleines2 1781 | Ausf.1 1783  | Ausf.2 1788  | HL1 1792     | HL2 1796     | Ausf.3 1804  | jeweils mit Vorwort vom 6. 10. 1806 |                 | HL5 Leipzig 1822 | HWb6 Leipzig 1826 |
| 430 Seiten    | 1.770 Seiten | 3.960 Seiten | 1.627 Seiten | 1.627 Seiten | 6.321 Seiten | 1.760 Seiten                        | 1.758 Seiten    | 1.729 Seiten     | 1.747 Seiten      |

Abkürzungen: Kleines2 = Imman. Jo. Gerh. Schellers kleines lateinisches Wörterbuch; Ausf. = Ausführliches und möglichst vollständiges lateinisch-deutsches Lexicon; HL = Handlexicon bzw. Handlexikon; HWb = Handwörterbuch. – Die hochgestellten Zahlen bezeichnen die jeweilige Auflage. – Anmerkung: Berücksichtigt sind jeweils ausschließlich die lateinisch-deutschen Teile.